# Кубок Польщі з футболу 2012—2013
Кубок Польщі з футболу 2012–2013 — 59-й розіграш кубкового футбольного турніру в Польщі. Титул здобула Легія.

## Календар
| Раунд                   | Дата                            | Матчі | Клуби   |
| ----------------------- | ------------------------------- | ----- | ------- |
| Перший попередній раунд | 18 липня 2012                   | 25    | 85 → 60 |
| Другий попередній раунд | 24-25 липня 2012                | 12    | 60 → 48 |
| Перший раунд            | 31 липня - 1 серпня 2012        | 16    | 48 → 32 |
| 1/16 фіналу             | 4-12 серпня 2012                | 16    | 32 → 16 |
| 1/8 фіналу              | 25 вересня - 3 жовтня 2012      | 8     | 16 → 8  |
| 1/4 фіналу              | 26-28 лютого/12-27 березня 2013 | 8     | 8 → 4   |
| 1/2 фіналу              | 9-10/16-17 квітня 2013          | 4     | 4 → 2   |
| Фінал                   | 2/8 травня 2013                 | 2     | 2 → 1   |

## Перший попередній раунд
Команда Пелікан (Лович) пройшла до наступного раунду після жеребкування.
| Команда 1                        | Рахунок         | Команда 2                           |
| -------------------------------- | --------------- | ----------------------------------- |
| 18 липня 2012                    |                 |                                     |
| Любонські (4)                    | +:-             | Калісія (Каліш) (3)                 |
| Гурник Богданка II (5)           | +:-             | КСЗО (Островець-Свентокшиський) (6) |
| Лисіца Бодзентин II (5)          | +:-             | Сталь (Стальова Воля) (3)           |
| Мєдзь (Легниця) (2)              | +:-             | Чарні (Жагань) (8)                  |
| Касубія (Косьцежина) (5)         | 1:3 дч          | ОКС Стоміл (2)                      |
| Куявя (Іновроцлав) (4)           | 1:2             | Нєльба (Вонгровець) (4)             |
| Лехія (Зелена Гура) (4)          | 1:2             | Хробри (3)                          |
| Сокул (Александрув-Лодзький) (4) | 1:0             | Зніч (Прушкув) (3)                  |
| Легія (Варшава, молодь) (5)      | 2:1             | Мотор (Люблін) (3)                  |
| Стари Шлезув (5)                 | 0:3             | Гурник (Валбжих) (3)                |
| Лімановія (4)                    | 2:0             | Ракув (3)                           |
| Сокул (Сокулка) (5)              | 0:6             | Вігри (Сувалки) (3)                 |
| Тур (Турек) (3)                  | 0:0 дч пен. 4:3 | МКС (Ключборк) (3)                  |
| Рух (Здзешовіце) (3)             | 2:0             | Енергетик (Рибник) (3)              |
| Заглембє (Сосновець) (3)         | 2:1             | Сталь (Ряшів) (3)                   |
| П'яст (Тучапи) (5)               | 1:1 дч пен. 1:4 | Гарбарня (Краків) (3)               |
| Полонія (Лазиська-Гурне) (4)     | 2:4             | Пуща (Неполомиці) (3)               |
| Ресовія (Ряшів) (3)              | 2:3 дч          | Окоцимський (2)                     |
| Одра (Водзіслав-Шльонський) (4)  | 1:3             | ГКС (Тихи) (2)                      |
| Хойнічанка (3)                   | 2:2 дч пен. 5:4 | Ярота (Яроцин) (3)                  |
| Вісла (Пулави) (3)               | 1:3             | Погонь (Седльце) (3)                |
| Котвиця (Колобжег) (4)           | 2:0             | Елана (Торунь) (3)                  |
| ЛКС 1926 Ломжа (4)               | 0:3             | Світ (Новий-Двір-Мазовецький) (3)   |
| Балтик (Гдиня) (4)               | 2:0             | Битовія (3)                         |
| Сокул (Оструда) (4)              | 2:1             | Єзьорак (Ілава) (5)                 |

## Другий попередній раунд
Команди ОКС Стоміл і Сокул (Александрув-Лодзький) пройшли до наступного раунду після жеребкування.
| Команда 1                   | Рахунок         | Команда 2                         |
| --------------------------- | --------------- | --------------------------------- |
| 24 липня 2012               |                 |                                   |
| Легія (Варшава, молодь) (5) | 2:1             | Гурник Богданка II (5)            |
| 25 липня 2012               |                 |                                   |
| Лисіца Бодзентин II (5)     | 5:1             | Погонь (Седльце) (3)              |
| Гурник (Валбжих) (3)        | 2:0             | ГКС (Тихи) (2)                    |
| Лімановія (4)               | 2:1             | Гарбарня (Краків) (3)             |
| Рух (Здзешовіце) (3)        | 2:1             | Тур (Турек) (3)                   |
| Пелікан (Лович) (3)         | 3:2             | Заглембє (Сосновець) (3)          |
| Пуща (Неполомиці) (3)       | 2:2 дч пен. 4:5 | Окоцимський (2)                   |
| Любонські (4)               | 3:1             | Нєльба (Вонгровець) (4)           |
| Хробри (3)                  | 1:2             | Мєдзь (Легниця) (2)               |
| Вігри (Сувалки) (3)         | 2:2 дч пен. 6:5 | Хойнічанка (3)                    |
| Котвиця (Колобжег) (4)      | 0:0 дч пен. 5:4 | Балтик (Гдиня) (4)                |
| Сокул (Оструда) (4)         | 1:0             | Світ (Новий-Двір-Мазовецький) (3) |

## Перший раунд
| Команда 1                        | Рахунок         | Команда 2               |
| -------------------------------- | --------------- | ----------------------- |
| 31 липня 2012                    |                 |                         |
| Пелікан (Лович) (3)              | 2:1             | Колеяж (Струже) (2)     |
| Окоцимський (2)                  | 1:1 дч пен. 4:2 | Полонія (Битом) (2)     |
| ОКС Стоміл (2)                   | 2:3             | Гурник (Ленчна) (2)     |
| Арка (Гдиня) (2)                 | 0:1             | Олімпія (Ельблонг) (3)  |
| 1 серпня 2012                    |                 |                         |
| Лімановія (4)                    | 0:1             | П'яст (Глівіце)         |
| Любонські (4)                    | 4:2             | ГКС (Катовіце) (2)      |
| Лисіца Бодзентин II (5)          | 1:2             | Вісла (Плоцьк) (3)      |
| Рух (Здзешовіце) (3)             | 0:5             | Флота (Свіноуйсьце) (2) |
| Гурник (Валбжих) (3)             | 4:1             | Сандеція (2)            |
| Легія (Варшава, молодь) (5)      | 2:4 дч          | КС (Польковіце) (3)     |
| Олімпія (Грудзьондз) (2)         | 1:0 дч          | Погонь (Щецин)          |
| Сокул (Александрув-Лодзький) (4) | 0:5             | Завіша (Бидгощ) (2)     |
| Мєдзь (Легниця) (2)              | 2:1             | Долькан (Зомбки) (2)    |
| Вігри (Сувалки) (3)              | 1:2             | Термаліка Брук-Бет (2)  |
| Котвиця (Колобжег) (4)           | 0:4             | Варта (Познань) (2)     |
| Сокул (Оструда) (4)              | +:-             | Рух (Радзьонкув) (-)    |

## 1/16 фіналу
| Команда 1                | Рахунок | Команда 2            |
| ------------------------ | ------- | -------------------- |
| 4 серпня 2012            |         |                      |
| КС (Польковіце) (3)      | 0:1     | Шльонськ (Вроцлав)   |
| 5 серпня 2012            |         |                      |
| Окоцимський (2)          | 0:4     | Легія (Варшава)      |
| 11 серпня 2012           |         |                      |
| Любонські (4)            | 0:5     | Вісла (Краків)       |
| Вісла (Плоцьк) (3)       | 2:4     | Заглембє (Любін)     |
| Гурник (Ленчна) (2)      | 1:2 дч  | Лехія (Гданськ)      |
| Олімпія (Ельблонг) (3)   | 1:2 дч  | Корона (Кельце)      |
| Термаліка Брук-Бет (2)   | 0:2     | ГКС (Белхатув)       |
| Гурник (Валбжих) (3)     | 2:1     | ЛКС (Лодзь) (2)      |
| Флота (Свіноуйсьце) (2)  | 2:1     | Гурник (Забже)       |
| Варта (Познань) (2)      | 1:0     | Подбескідзе          |
| П'яст (Глівіце)          | 1:0     | Відзев (Лодзь)       |
| Сокул (Оструда) (4)      | 1:8     | Ягеллонія (Білосток) |
| Завіша (Бидгощ) (2)      | 0:2     | Краковія (2)         |
| 12 серпня 2012           |         |                      |
| Пелікан (Лович) (3)      | 0:1     | Рух (Хожув)          |
| Мєдзь (Легниця) (2)      | 1:3     | Полонія (Варшава)    |
| Олімпія (Грудзьондз) (2) | 2:1 дч  | Лех (Познань)        |

## 1/8 фіналу
| Команда 1               | Рахунок         | Команда 2                |
| ----------------------- | --------------- | ------------------------ |
| 25 вересня 2012         |                 |                          |
| Варта (Познань) (2)     | 0:1             | Вісла (Краків)           |
| Рух (Хожув)             | 3:1 дч          | Корона (Кельце)          |
| 26 вересня 2012         |                 |                          |
| П'яст (Глівіце)         | 1:2             | Легія (Варшава)          |
| Шльонськ (Вроцлав)      | 3:0             | ГКС (Белхатув)           |
| 27 вересня 2012         |                 |                          |
| Гурник (Валбжих) (3)    | 1:3 дч          | Олімпія (Грудзьондз) (2) |
| 2 жовтня 2012           |                 |                          |
| Заглембє (Любін)        | 2:1             | Полонія (Варшава)        |
| 3 жовтня 2012           |                 |                          |
| Флота (Свіноуйсьце) (2) | 2:2 дч пен. 8:7 | Краковія (2)             |
| Ягеллонія (Білосток)    | 2:2 дч пен. 5:4 | Лехія (Гданськ)          |

## 1/4 фіналу
| Команда 1                 | Заг. | Команда 2                | 1-й матч | 2-й матч |
| ------------------------- | ---- | ------------------------ | -------- | -------- |
| 26 лютого/26 березня 2013 |      |                          |          |          |
| Легія (Варшава)           | 6:2  | Олімпія (Грудзьондз) (2) | 4:1      | 2:1      |
| 27 лютого/13 березня 2013 |      |                          |          |          |
| Заглембє (Любін)          | 2:3  | Рух (Хожув)              | 2:2      | 0:1      |
| 27 лютого/27 березня 2013 |      |                          |          |          |
| Шльонськ (Вроцлав)        | 5:2  | Флота (Свіноуйсьце) (2)  | 3:2      | 2:0      |
| 28 лютого/12 березня 2013 |      |                          |          |          |
| Вісла (Краків)            | 6:2  | Ягеллонія (Білосток)     | 2:0      | 4:2      |

## 1/2 фіналу
| Команда 1          | Заг. | Команда 2       | 1-й матч | 2-й матч |
| ------------------ | ---- | --------------- | -------- | -------- |
| 9/16 квітня 2013   |      |                 |          |          |
| Рух (Хожув)        | 1:2  | Легія (Варшава) | 0:0      | 1:2      |
| 10/17 квітня 2013  |      |                 |          |          |
| Шльонськ (Вроцлав) | 5:3  | Вісла (Краків)  | 2:1      | 3:2      |

## Фінал
| Команда 1          | Заг. | Команда 2       | 1-й матч | 2-й матч |
| ------------------ | ---- | --------------- | -------- | -------- |
| 2/8 травня 2013    |      |                 |          |          |
| Шльонськ (Вроцлав) | 1:2  | Легія (Варшава) | 0:2      | 1:0      |

## Перший матч
| 2 травня 2013 19:30 (EEST) |

| Шльонськ (Вроцлав) | 0:2      | Легія (Варшава)       |
| ------------------ | -------- | --------------------- |
|                    | Протокол | Сагановський 32', 44' |

| Міський стадіон, Вроцлав Глядачів: 35 000 Арбітр: Шимон Марциняк |

## Повторний матч
| 8 травня 2013 21:30 (EEST) |

| Легія (Варшава) | 0:1      | Шльонськ (Вроцлав)    |
| --------------- | -------- | --------------------- |
|                 | Протокол | Жевлаков 2' (автогол) |

| Пепсі Арена, Варшава Глядачів: 29 416 Арбітр: Павел Гіл |